# اویس خان
اویس خان بن شیر علی که سلطان ویس خان نیز نامیده می‌شود، مغول خان مغولستان بود. (اول از ۱۴۱۸ تا ۱۴۲۱ میلادی و دوباره از ۱۴۲۵ تا ۱۴۲۹ میلادی). او برادرزاده شیر محمد بود.

## اوایل زندگی
اویس پس از فوت پدرش در خدمت عمویش شیر محمد بود. پس از مدتی وضعیت خود را آزاردهنده دید و به همین دلیل از دربار گریخت و جان یک کازاکی (دزد) را گرفت. بسیاری از جوانان برجسته مغول داوطلبانه به دنبال او رفتند. از جمله امیر سید علی دوغلات (جد میرزا محمد حیدر دوغلات) بود. امیر سید علی دوغلات فرزند سید احمد میرزا فرزند امیر خدای‌داد بود.
اویس و گروه وفادارانش درون و پیرامون قلمرو شیر محمد، به ویژه در همسایگی صحرای لوپ (لوب)، صحرای کوروکتاگ (کاتک) و منطقه اویغور سارِق که احتمالاً گانسو امروزی در چین است، را غارت می‌کردند. اما اویس خان به خاطر محدودیت در فضای آنجا، به ترکستان رفت. در آن زمان امیر شیخ نورالدین پسر سَر بوغه کیپچک از سرداران امیر تیمور والی ترکستان بود. شیر محمد با او درگیری داشت و چون اویس خان با شیر محمد دشمنی داشت، امیر شیخ نورالدین دخترش دولت سلطان سکنج را به عقد اویس خان درآورد. او همچنین به اویس خان در حملات به شیر محمد کمک می‌کرد و برای مدت طولانی بین اویس خان و عمویش درگیری و نزاع وجود داشت و عموماً اویس شکست می‌خورد. یکی از این برخوردها در نقطه ای در مغولستان به نام کرنگ کینگلیغ صورت گرفت.
سرانجام اویس خان پس از یک راهپیمایی طولانی و سریع در نیمه شب به شیرمحمد شبیخون زد. مهاجمان چهارصد نیرو داشتند. هنگامی که زنگ خطر به صدا درآمد، شیر محمد خود را به داخل گودالی انداخت، در حالی که اویس خان که اردوگاه را احاطه کرده بود، تا سپیده دم به دنبال شیر محمد می‌گشت و هر کسی را می‌یافت، می‌کشت. با این حال، علی‌رغم جست‌وجوی آنها و خشونتی که علیه مردم در اردوگاه به کار بردند، هیچ اثری از شیر محمد یافت نشد. وقتی روز بعد فرا رسید، اویس خان اردوگاه را ترک کرد و شیر محمد از خندق بیرون آمد، و مردانش که دوباره دور خود جمع کرد و به تعقیب اویس خان شتافت. این خصومت بین آنها تا زمان مرگ طبیعی شیر محمد ادامه یافت و پس از آن اویس خان به جایگاه مغول خان مغولستان دست پیدا کرد.

## مغول - جنگ‌های اویرات
اویس خان نشان داد که متمایل به امور مذهبی است. او علاوه بر این در میان نژاد خود به دلیل شجاعتش متمایز بود. از آنجایی که مغولان را از حمله به مسلمانان منع کرده بود، به جنگ قبایل اویرات رفت که از نظر او کافر بودند و اگر چه او بارها از آنها شکست خورد، در خصومت علیه آنها اصرار داشت. او دو بار به اسارت اویرات‌ها درآمد.

### نبرد مینگ لاک
اولین مورد در نبردی در محلی به نام مینگ لاک بود، جایی که خان، پس از دستگیری، به پیش روی اسن تایشی برده شد. اسن تایشی چنین می‌اندیشید که اگر اویس واقعاً از نسل چنگیزخان باشد، به او با تحقیر و از منظر فرادست خواهد نگریست و اگر تبار دروغین داشته باشد، به او تعظیم می‌کند. اویس به او محل نداد و حتی وقتی اسن تایشی خواست به او دست بدهد، رویش را بدان سو کرد. اینگونه اسن تایشی که او را از نسل چنگیز می‌دانست، آزاد کرد. اویس خان پس از آن که از او پرسیده شد که چرا برای اسن تایشی سجده نکرده، پاسخ داد:
| « | If he (Esen taishi) had treated me in a lordly manner, I should, out of fear for my life, have approached him with reverence. But since he came towards me with bowed head, it occurred to me that the hour of my martyrdom had arrived; and it is not fitting for a Musulmán to do homage to an infidel, or to countenance his actions, therefore I did not salute him. | » |

### نبرد تورفان
اویس خان در مجاورت تورفان با اسن تایشی نبرد دیگری داشت و دوباره شکست خورد و اسیر شد. اسن تایشی به محض اینکه خان را به حضورش آوردند به او گفت:
| « | این بار فقط به خاطر اینکه خواهرت مختوم خانم را به من دادی آزادت می‌کنم. | » |

از آنجا که هیچ راه دیگری پیشروی خان نبود، این ازدواج را پذیرفت و آزاد شد. معمولاً گزارش شده‌است که خان شصت و یک درگیری با اویرات داشت که فقط یک بار پیروز شد.

## زندگی شخصی
مولانا خواجه احمد می‌گوید که خان مردی بسیار قدرتمند بود و هر سال به شکار شترهای وحشی در مناطق اطراف تورفان، حوضه تاریم، صحرای لوپ و کتک می‌رفت. وقتی شتری را می‌کشت با دست خود پوست آن را می‌گرفت و پشم را نزد مادرش سلطان خاتون می‌برد. خاتون آن را می‌چرخاند و برایش پیراهن و شلواری درست می‌کرد که بیرون آن را با لباس‌های مجلل می‌پوشید. در تورفان آب بسیار کمیاب است و این خود خان بود که زمین را آبیاری می‌کرد. او آب خود را از هیچ نهری نمی‌آورد، اما با حفر چاه عمیق، از آن منبع آبی برای آبیاری می‌کشید.
اگرچه اویس خان در نهایت تورفان را پایگاه اصلی سکونت خود قرار داد، اما تحت حملات اویرات که قبلاً بشبالیک و قومول را تصرف کرده بودند، مجبور شد این شهر را ترک کند و به ایلیبالیک در دره رود ایلی نقل مکان کند. او دو پسر داشت: یونس خان که در زمان مرگش ۱۳ سال داشت و اسن بوقا خان که کوچکتر بود. او همچنین دارای یک دختر بود که با شاهزاده تیموری عبدالعزیز میرزا پسر الغ بیگ ازدواج کرد.